# طاهرة صفار زاده
طاهرة صفار زاده  (1355 هـ - 1429 هـ / 1936م - 2008م)، كاتبة ومترجمة وشاعرة إيرانية، اشتهرت بترجمتها للقرآن إلى اللغتين الفارسية والإنگليزية وهي أوّل ترجمة ثنائية اللغة للقرآن.
من أعمالها: المجموعة القصصية (بيوندهاي تلخ) أي (الروابط المريرة) والمجموعات الشعرية: (رهكدر مهتاب) أي ( معبر اشعاع)، (جتر سرخ) أي ( المظلة الحمراء)، (طنين در دلتا) أي (طنين في دلتا)، (سد بازوان) أي (سد السواعد)، (حركت وديروز) أي (الحركة والأمس)، (بيعت بابيداري) أي (مبايعة اليقظة)، و(ديدار صبح) أي (لقاء الصباح) وكتاب: (أصول ومباني ترجمه) أي (أسس الترجمة ومبانيها).